# Ahlem Azabi
Ahlem Azabi es una deportista tunecina que compitió en judo. Ganó una medalla de bronce en el Campeonato Africano de Judo de 2000 en la categoría de –78 kg.

## Palmarés internacional
| Campeonato Africano | Campeonato Africano | Campeonato Africano | Campeonato Africano |
| Año                 | Lugar               | Medalla             | Categoría           |
| ------------------- | ------------------- | ------------------- | ------------------- |
| 2000                | Argel (Argelia)     | Medalla de bronce   | –78 kg              |